# Kryształowice
Kryształowice (do 2 lutego 1998 nosiła nazwę Krzyształowice) – wieś w Polsce położona w województwie dolnośląskim, w powiecie wrocławskim, w gminie Sobótka.

## Podział administracyjny
W latach 1975–1998 miejscowość administracyjnie należała do województwa wrocławskiego.